# Ovídiopol
Ovídiopol (en ucraniano: Овідіополь) es una ciudad ucraniana perteneciente al óblast de Odesa. Situado en el suroeste del país, es parte del raión de Odesa y del municipio (hromada) de homónimo.

## Toponimia
El nombre de la ciudad en ruso también es Ovídiopol (en ruso: Овидиополь), similar al nombre en otros idiomas con relevacia histórica en la ciudad (en rumano: Ovidiopol). Históricamente, cuando la ciudad estuvo bajo control otomano, se conocía como Hacidere (en turco: Hacıdere).

## Geografía
Ovídiopol está ubicado en la orilla oriental del estuario del Dniéster, directamente al otro lado de Bíljorod del Dniéster y a 40 km al oeste de Odesa. 

## Historia
El lugar se menciona por primera vez en el siglo XVII como Hacıdere, parte del sanjacado de Akkerman en el eyalato de Silistra. En la época medieval, Akkerman, en ese momento conocido como Maurocastrum, era un puerto comercial de las colonias bizantinas y más tarde genovesas en la costa sur de Crimea.
A mediados del siglo XVIII, Hacıdere era un gran lugar poblado con un muelle a través del cual se realizaba el comercio de cereales. Durante la guerra ruso-turca de 1768-1774, Hacıdere fue incendiada  en 1769 por cosacos de Zaporiyia liderados por Petro Kalnishevski. Unos veinte años más tarde, en 1789, durante la guerra ruso-turca de 1787-1792, la ciudad fue asaltada y capturada por las tropas rusas y, según la paz de Jassy de 1791, transferida bajo la administración rusa. 
La fortaleza Adzhider se construyó alrededor de 1793 y estaba entre las tres fortalezas clave de la zona junto con la fortaleza de Hacibey en Odesa y la fortaleza Media en Tiráspol. La fortaleza tenía un puerto especialmente construido y estaba destinada a enfrentarse a la fortaleza otomana Akkerman al otro lado del limán del Dniéster. La ubicación de la fortaleza fue elegida por el mariscal de campo ruso Alexander Suvórov y el fuerte se diseñó en estrella según el diseño del ingeniero militar flamenco Franz de Volán. En 1795, la emperatriz rusa Catalina II de Rusia cambió oficialmente el nombre de la fortaleza a Ovídiopol. La fortaleza fue construida para proteger la entrada al Dniéster desde el mar Negro, detener los ataques turcos a Mikolaiv y Ochákiv y servir como almacenamiento intermedio de mercancías entre Odesa y Dniéster. La ciudad recibió su nombre en 1795 en honor a Ovidio, el poeta romano exiliado a la costa del mar Negro, basándose en la afirmación de Demetrio Cantemir en su Descriptio Moldaviae de que un lago local cerca de Bíljorod del Dniéster (probablemente el propio limán del Dniéster, en cuya costa oriental se encuentra la ciudad) recibió su nombre en rumano de Lacul Ovidului. En realidad Ovidio se quedó en Tomis (actual Constanza, en Rumania).Con el establecimiento de la fortaleza, a su alrededor apareció un asentamiento que en 1795 contaba con 266 personas y formaba parte del ókrug de Tiráspol en el virreinato de Voznesensk. A Ovídiopol se le concedió el estatus de ciudad supernumeraria.
En diciembre de 1796, el territorio pasó a formar parte de la gobernación de Nueva Rusia y principios del siglo XIX, Ovídiopol fue parte de la gobernación de Jersón (hasta el final de la Primera Guerra Mundial y la guerra civil rusa). En 1920-1925, Ovídiopol estaba en la gobernación de Odesa.
Desde 1916 también había una estación de tren en la ciudad al final de la ruta desde Odesa. Sin embargo, debido a la construcción de la línea de Bíljorod del Dniéster, la importancia de la estación ha disminuido significativamente. La zona está poblada principalmente por colonos alemanes y búlgaros traídos por el Imperio ruso. En junio de 1920, estos colonos, liderados por desertores del Ejército Rojo, se levantaron contra el régimen bolchevique y se apoderaron de Ovídiopol, hasta que fueron reprimidos por la Checa.Durante el Holodomor (1932-1933), murieron al menos 202 habitantes del pueblo.
El 28 de julio de 1970 se le otorgó al lugar la condición de asentamiento de tipo urbano.
Hasta el 18 de julio de 2020, Ovídiopol era el centro del raión de Ovídiopol. El raión fue abolida en julio de 2020 como parte de la reforma administrativa de Ucrania, que redujo el número de raiones del óblast de Odesa a siete. El área del raión de Ovídiopol se dividió entre los raiones de Odesa y Bíljorod-Dnistrovski, y Ovidiopol se transfirió al primero.

## Demografía
La evolución de la población de Ovídiopol entre 1897 y 2022 fue la siguiente:
| 5187                                                          | 7978 | 9986 | 11 139 | 10 515 | 11 818 | 11 818 | 11 722 | 11 407 |
| (Fuente: Cities & Towns of Ukraine y UKRAINE: Größere Städte) |      |      |        |        |        |        |        |        |

 Según el censo de 2001, la lengua materna de la mayoría de los habitantes, el 83,21 %, es el ucraniano; y del 14,55 % es el ruso.

## Infraestructura

### Arquitectura, monumentos y lugares de interés
En Ovídiopol hay una iglesia neoclásica del siglo XIX. 

### Transporte
La estación de Ovídiopol se especializa en transporte de carga, pero se puede coger un tren de pasajeros hacia Odesa, Izmaíl o Kiev desde la cercana estación de Baraboy. La carretera Odesa-Reni pasa por el pueblo.

## Personas destacadas
- Tetiana Kocherhina (1956): jugadora de balonmano ucraniana retirada, ganadora de oros para la URSS en los Juegos Olímpicos de 1976 y 1980.

## Galería

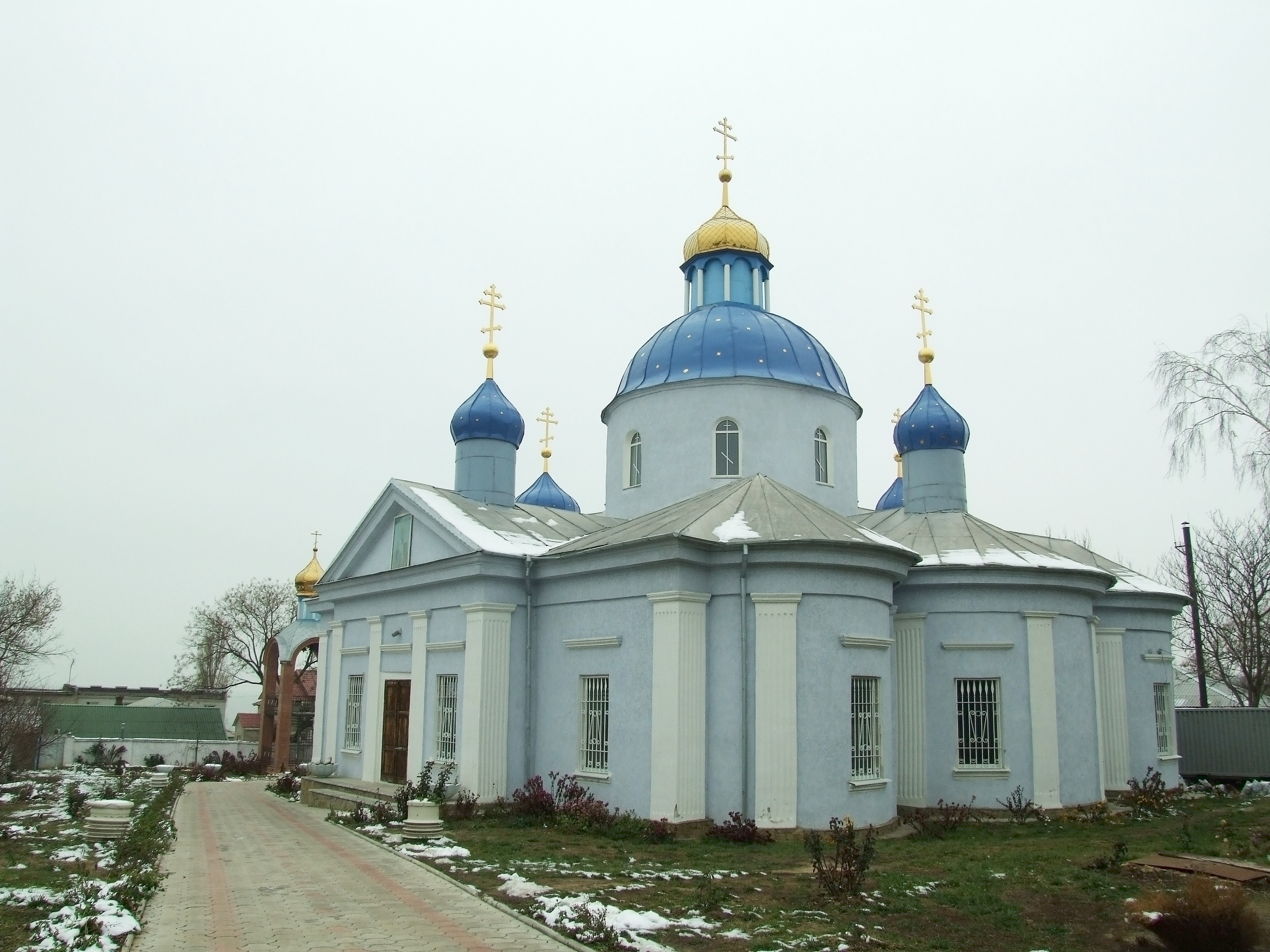
Iglesia de Ovídiopol
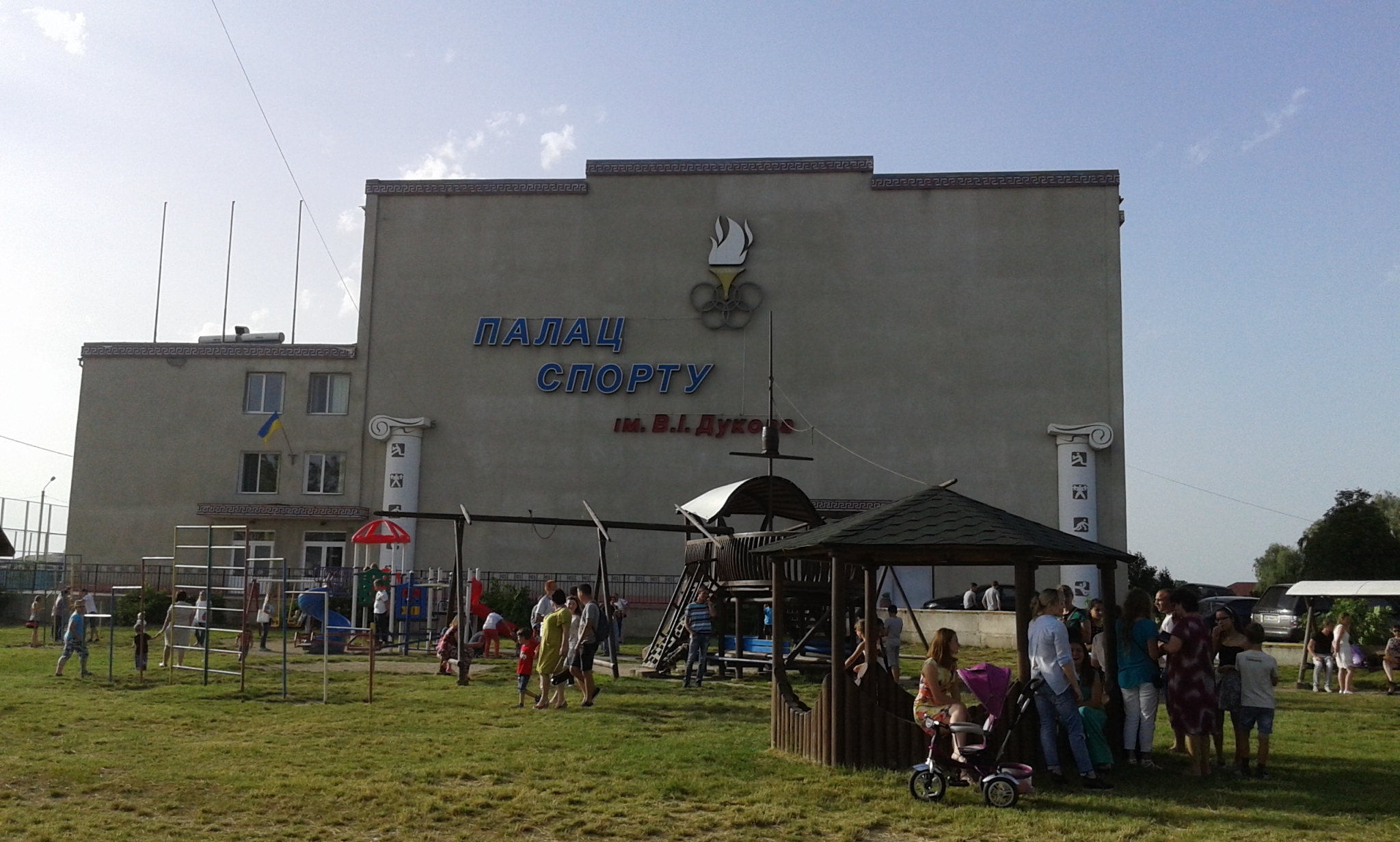
Palacio de los deportes de Ovídiopol
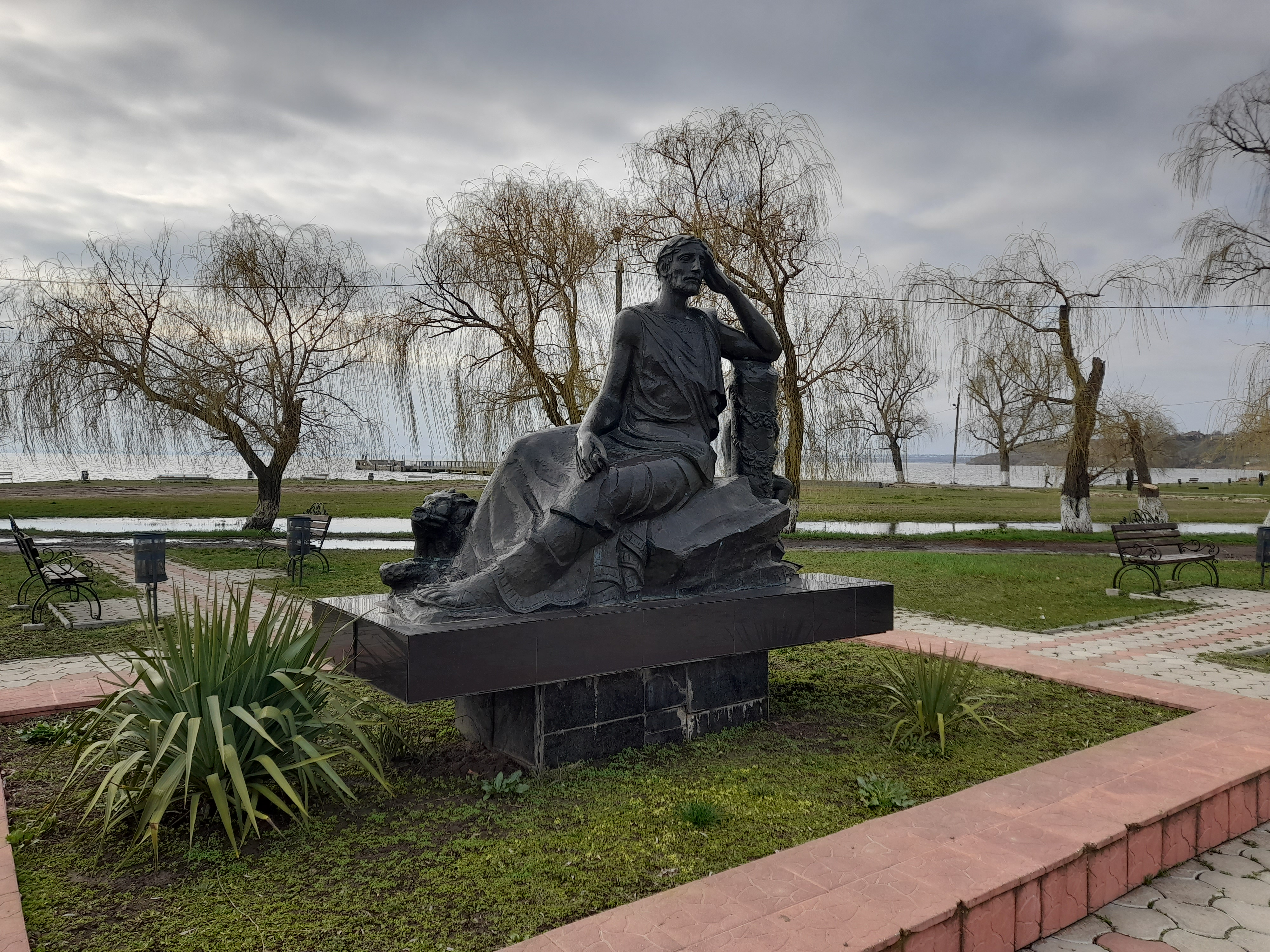
Monumento a Ovidio
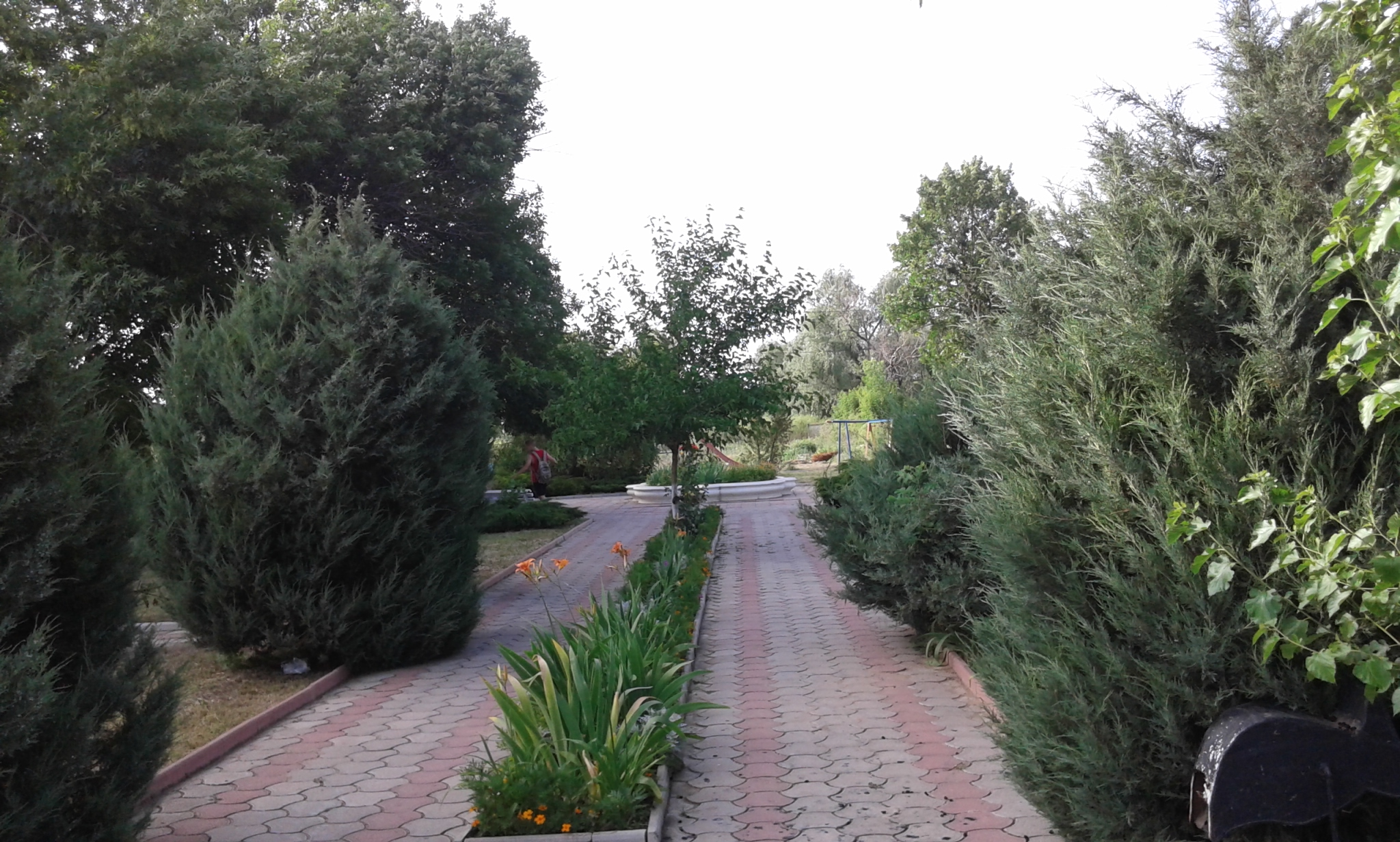
Parque local

## Ciudades hermanadas
Ovídiopol está hermanada con las siguientes ciudades:
- Vrchlabí, Chequia.
- Gniew, Polonia.